# Staw Zbarski
Staw Zbarski ist ein kleiner Teich in Warschau im Stadtteil Włochy.

## Lage
Der Teich befindet sich auf der linken Seite der Weichsel in Warschau, in dem Stadtteil Włochy, in der Zbarż-Siedlung, in der Nähe der Wirażowa-Straße. Er liegt in der Nähe der Schnellstraße S79 bei einem Verkehrsknoten, der die S79 mit den Straßen Marynarska und Sasanki verbindet. Er hat eine Fläche von 0,2727 ha. Nach einer anderen Quelle sind es 0,25 ha. Die durchschnittliche Tiefe ist 0,37 m und das Ufer 265 m lang. Die ganze Fläche des kleinen umliegenden Parks Zieleniec ze Stawem Zbarskim beträgt 0,47 ha.
Staw Zbarski ist wahrscheinlich der einzige natürliche Teich, der sich auf dem Territorium des Stadtteils befindet. Er liegt in einer Absenkung des Geländes. In der Vergangenheit lag auf dem Gebiet das ehemalige Dorf Zbarż.

## Flora und Fauna
Auf dem Gebiet des Teiches wurden folgende Pflanzenarten gefunden: Phragmites, Schoenoplectus lacustris, Typha latifolia, Ceratophyllum und Elodea canadensis. In der Nähe des Teiches gibt es Weiden. In einer Studie aus dem Jahre 2004 auf dem Gebiet des Teiches und seiner Umgebung wurden Stockenten nachgewiesen.
Staw Zbarski wurde 1998 rekultiviert.